# 璩姓
璩姓（璩、琚、蘧，读音作qú(ㄑㄩˊ)，不可读作jù(ㄐㄩˋ)）是中文姓氏之一，在《百家姓》中排第306位。

## 起源
源于姬姓，出自中國春秋时期卫国上大夫蘧伯玉，與蘧姓同源。“璩”字是“蘧”字去草头，去走之底，加玉字旁而得姓。“琚”实为“璩”的误写，它是民间在上个世纪50年代后受简化字的误导产生的，但文字主管部门疏于监管，以致以错传错，最终波及全中国，到更换二代身份证时泛滥成灾，以致身份证上的“琚”姓，全部都是璩的错写。

## 迁徙分布
部分分布于江苏淮安市洪泽县东双钩镇、湖北襄阳市襄州区龙王镇黄畈村、河南禹州市顺店镇南袁庄村。

## 延伸阅读
[在维基数据编辑]
 《欽定古今圖書集成·明倫彙編·氏族典·璩姓部》，出自陈梦雷《古今圖書集成》